# 勒格罗迪鲁瓦
勒格罗迪鲁瓦（法語：Le Grau-du-Roi，法語發音：[lə gʁo dy ʁwa]），法国南部城市，奥克西塔尼大区加尔省的一个市镇，隶属于尼姆区，其市镇面积为54.73平方公里，2022年1月1日时人口数量为8,513人，在法国城市中排名第1,253位。
勒格罗迪鲁瓦位于加尔省南部，地中海沿岸，是加尔省唯一的海滨市镇。勒格罗迪鲁瓦近代因盐业而闻名，现为法国朗格多克地区的一个重要旅游城市。

## 地名来源
根据当地官方网站的论述，“Grau”一名来源于拉丁语单词“gradus”，意为“通道”，可能与当地历史上的一条入海水道有关；“Roi”一名则来源于法兰西国王路易十五，他曾批准当地盐场的开采。
勒格罗迪鲁瓦所在区域在19世纪以前曾一度通行奥克语，“Le Grau-du-Roi”的奥克语拼写为“Los Grau dau Rèi”。
此外，因翻译标准不同，“Le Grau-du-Roi”在部分汉语资料中又被译为勒格罗-迪鲁瓦。

## 历史

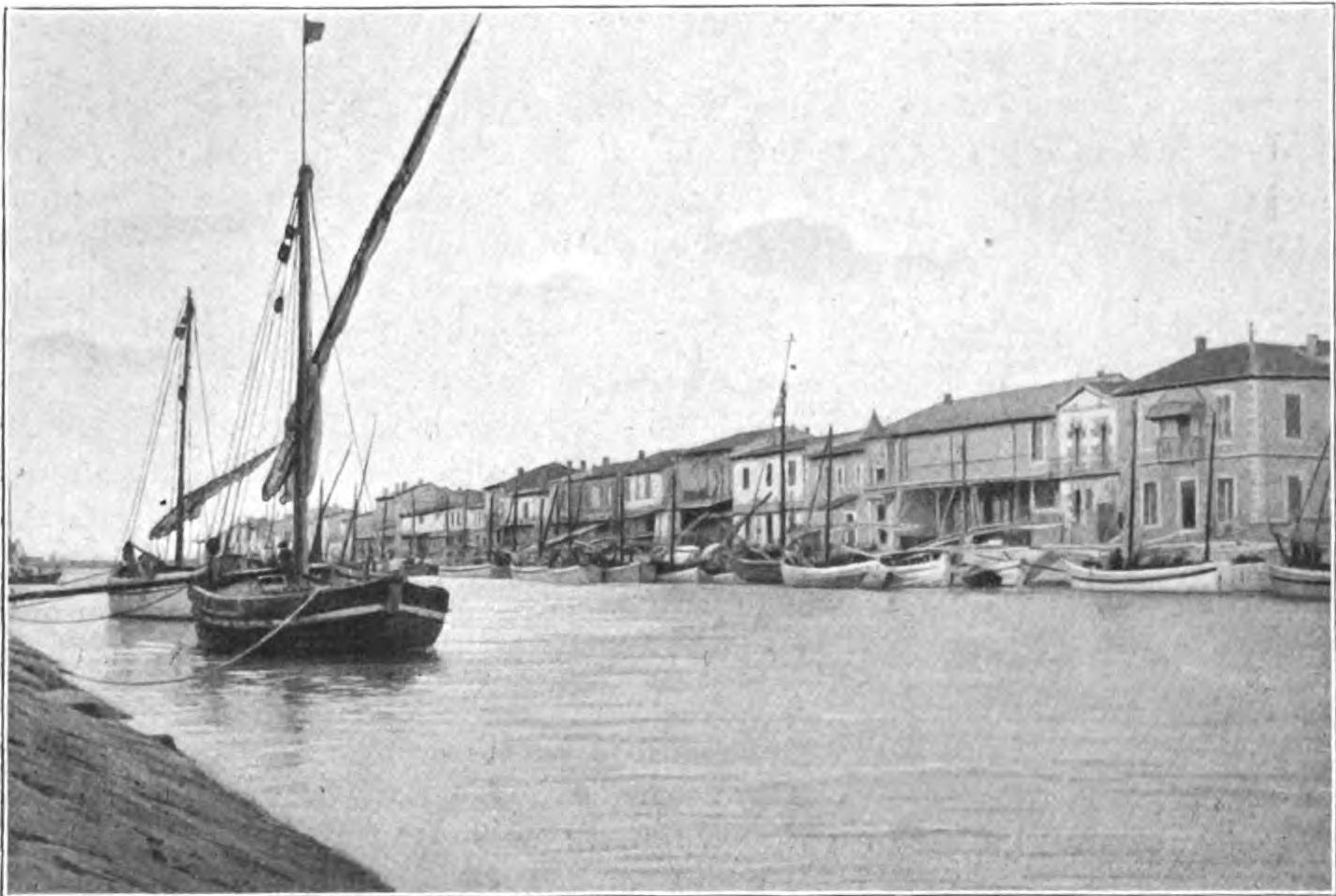
20世纪初的勒格罗迪鲁瓦

勒格罗迪鲁瓦所处区域在中世纪时无明确记载。16世纪时的一场暴风雨使得罗讷河口的一支通过此处连通地中海，“格罗”一名即来源于此。18世纪时，勒格罗迪鲁瓦因盐业开采而形成聚落，渔业亦是当地的重要生产活动。法国大革命后，勒格罗迪鲁瓦成为艾格莫尔特的一个村庄，后于1879年成为一个独立市镇。1909年，连接尼姆和勒格罗迪鲁瓦之间的铁路线建成通车。第二次世界大战时期，勒格罗迪鲁瓦遭到严重的破坏，当地多处建筑被毁，其重建工作在战争结束十余年后才基本结束。与此同时，勒格罗迪鲁瓦境内还兴建了卡马格港。20世纪60年代末，随着旅游业的发展，勒格罗鲁瓦成为法国地中海沿岸的一个重要旅游城市，当地人口数量亦逐年增加。

## 地理

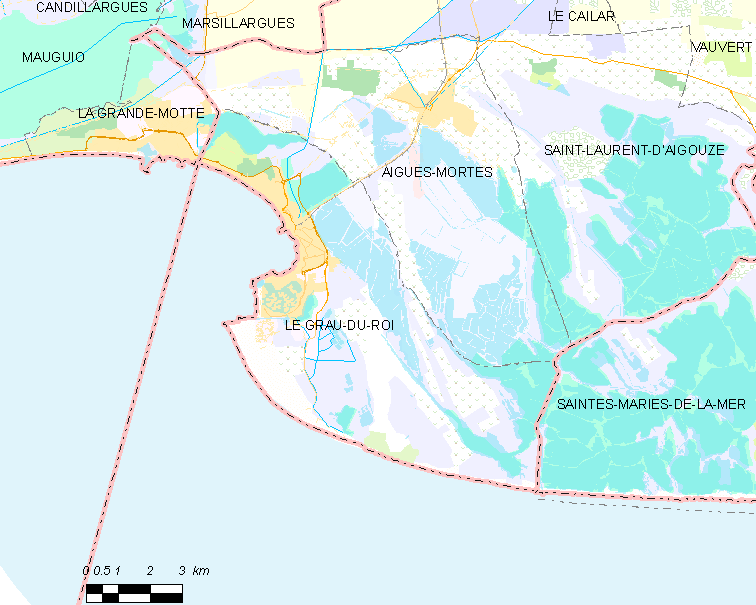
勒格罗迪鲁瓦市镇范围地图

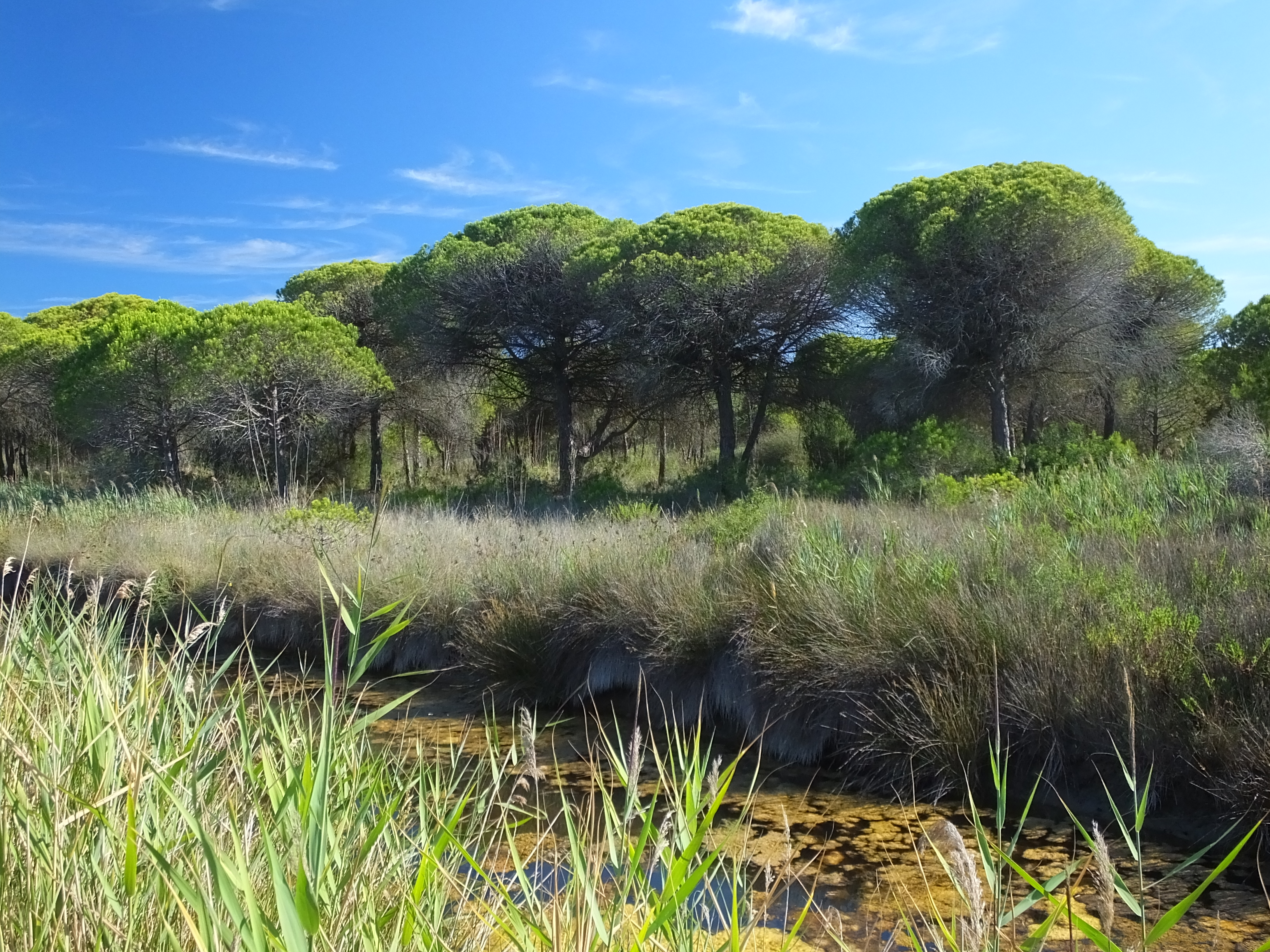
一处沿海林地

勒格罗迪鲁瓦位于法国南部，奥克西塔尼大区东南部和加尔省南部，距离省会尼姆大约47公里。与勒格罗迪鲁瓦接壤的市镇包括：滨海圣玛丽、艾格莫尔特、拉格朗德莫特。

### 地形
勒格罗迪鲁瓦位于卡马格地区西南部，境内以平原为主，市镇中心地势平坦，市区南部的靠海地带为莱斯皮盖特角沙丘，全境海拔在0到5米之间。

### 水文
维杜勒河自北向南在勒格罗迪鲁瓦注入地中海，该河入海口附近因地势平缓而形成了多处盐湖，此外该河部分河段被裁弯取直以便泄洪。另有人工开凿的罗讷河－塞特运河经过勒格罗迪鲁瓦，该河的水流由船闸控制。

### 植被
勒格罗迪鲁瓦属于温带阔叶混交林区，市区内部分街区有城市公园，市区北部的布卡内树林（Bois du Boucanet）则是当地主要的天然绿地。
在鲜花城市的评比中，勒格罗迪鲁瓦被评为2星级鲜花城市。

### 气候
勒格罗迪鲁瓦在柯本气候分类法中属于地中海气候，因直面地中海，当地的年温差相对略低于内陆地区。
勒格罗迪鲁瓦境内设有气象站，以下为该气象站的数据（其中日照数据取自蒙彼利埃气象站）：
| 勒格罗迪鲁瓦1981年－2019年 | 勒格罗迪鲁瓦1981年－2019年 | 勒格罗迪鲁瓦1981年－2019年 | 勒格罗迪鲁瓦1981年－2019年 | 勒格罗迪鲁瓦1981年－2019年 | 勒格罗迪鲁瓦1981年－2019年 | 勒格罗迪鲁瓦1981年－2019年 | 勒格罗迪鲁瓦1981年－2019年 | 勒格罗迪鲁瓦1981年－2019年 | 勒格罗迪鲁瓦1981年－2019年 | 勒格罗迪鲁瓦1981年－2019年 | 勒格罗迪鲁瓦1981年－2019年 | 勒格罗迪鲁瓦1981年－2019年 | 勒格罗迪鲁瓦1981年－2019年 |
| 月份                       | 1月                        | 2月                        | 3月                        | 4月                        | 5月                        | 6月                        | 7月                        | 8月                        | 9月                        | 10月                       | 11月                       | 12月                       | 全年                       |
| -------------------------- | -------------------------- | -------------------------- | -------------------------- | -------------------------- | -------------------------- | -------------------------- | -------------------------- | -------------------------- | -------------------------- | -------------------------- | -------------------------- | -------------------------- | -------------------------- |
| 历史最高温 °C（°F）        | 20.3 (68.5)                | 21 (70)                    | 24.7 (76.5)                | 28.8 (83.8)                | 32 (90)                    | 37.4 (99.3)                | 37 (99)                    | 38 (100)                   | 34 (93)                    | 29.5 (85.1)                | 22.8 (73.0)                | 20 (68)                    | 38 (100)                   |
| 平均高温 °C（°F）          | 11 (52)                    | 12 (54)                    | 15 (59)                    | 17.5 (63.5)                | 21.2 (70.2)                | 25.6 (78.1)                | 28.3 (82.9)                | 28 (82)                    | 24.3 (75.7)                | 20.1 (68.2)                | 14.8 (58.6)                | 11.7 (53.1)                | 19.1 (66.4)                |
| 日均气温 °C（°F）          | 7.3 (45.1)                 | 8 (46)                     | 10.8 (51.4)                | 13.4 (56.1)                | 17 (63)                    | 20.9 (69.6)                | 23.5 (74.3)                | 23.2 (73.8)                | 19.8 (67.6)                | 16.2 (61.2)                | 11.2 (52.2)                | 8.1 (46.6)                 | 15 (59)                    |
| 平均低温 °C（°F）          | 3.5 (38.3)                 | 4 (39)                     | 6.6 (43.9)                 | 9.3 (48.7)                 | 12.8 (55.0)                | 16.2 (61.2)                | 18.6 (65.5)                | 18.4 (65.1)                | 15.2 (59.4)                | 12.3 (54.1)                | 7.6 (45.7)                 | 4.5 (40.1)                 | 10.8 (51.4)                |
| 历史最低温 °C（°F）        | −11 (12)                   | −6.5 (20.3)                | −4.9 (23.2)                | 2 (36)                     | 4 (39)                     | 7.5 (45.5)                 | 10.5 (50.9)                | 10 (50)                    | 6 (43)                     | 2 (36)                     | −3.6 (25.5)                | −7 (19)                    | −11 (12)                   |
| 平均降水量 mm（）          | 55.4 (2.18)                | 45.6 (1.80)                | 34 (1.3)                   | 53.9 (2.12)                | 40.1 (1.58)                | 23.5 (0.93)                | 13.9 (0.55)                | 32 (1.3)                   | 69.1 (2.72)                | 88.6 (3.49)                | 64.3 (2.53)                | 54.1 (2.13)                | 574.5 (22.62)              |
| 月均日照時數               | 142.9                      | 168.1                      | 220.9                      | 227.0                      | 263.9                      | 312.4                      | 339.7                      | 298.0                      | 241.5                      | 168.6                      | 148.8                      | 136.5                      | 2,668.2                    |
| 来源：infoclimat.fr        |                            |                            |                            |                            |                            |                            |                            |                            |                            |                            |                            |                            |                            |

## 行政区划
勒格罗迪鲁瓦的市镇编号为30133，邮政编号为30240。
在行政管理方面，勒格罗迪鲁瓦隶属于法国奥克西塔尼大区加尔省尼姆区；在地方选举方面，勒格罗迪鲁瓦隶属于艾格莫尔特县，其市镇范围全境被划入加尔省第二选区；在社会管理方面，勒格罗迪鲁瓦是卡马格土地市镇公共社区的组成部分。
法国国家统计与经济研究所（简称）在进行数据统计时，将勒格罗迪鲁瓦及相邻的另外一个市镇设为勒格罗迪鲁瓦城市核心区以及勒格罗迪鲁瓦城市区。自2020年起，勒格罗迪鲁瓦城市区被包含三个市镇的勒格罗迪鲁瓦城市辐射区代替。此外，还将勒格罗迪鲁瓦市镇分为了2个“块区”（IRIS），以便于统计人口分布情况。

## 交通

### 公路
加尔省省道D62线、D255线、D979线等在勒格罗迪鲁瓦境内交汇。奥克西塔尼大区下属的城际客运提供巴士线路，可前往尼姆、科多尼昂、蒙彼利埃等地。
| 26 | 27 |

| 尼姆 | 47 |

| 蒙彼利埃 | 32 |

| 加拉尔格勒蒙蒂厄 | 28 |

2018年，15.7%的勒格罗迪鲁瓦家庭拥有至少一辆私人汽车。2019年，勒格罗迪鲁瓦境内共发生各类交通事故8起，造成4人遇难，7人受伤。

### 铁路

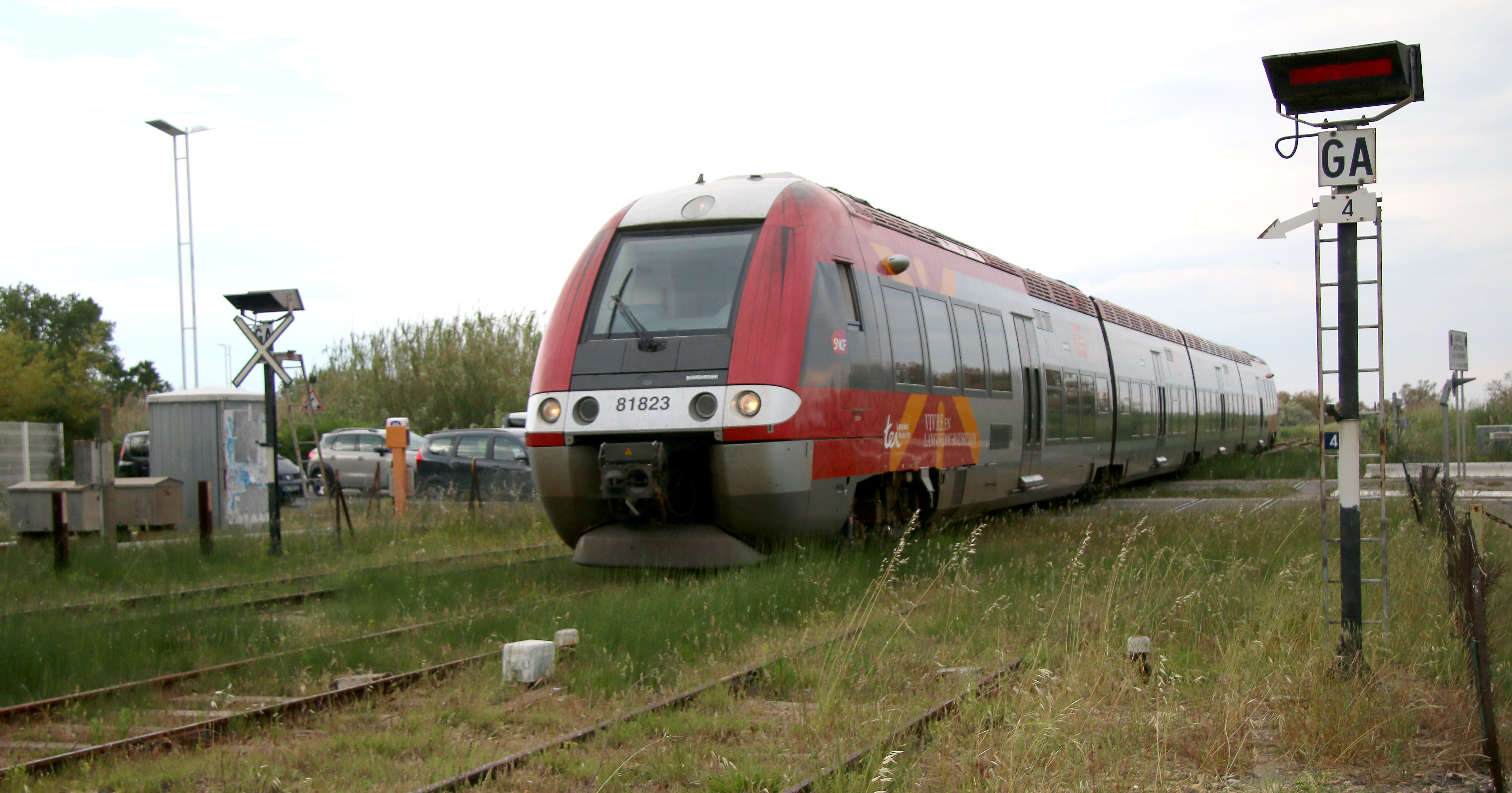
勒格罗迪鲁瓦的一辆区域列车

勒格罗迪鲁瓦位于圣塞赛尔－勒格罗迪鲁瓦铁路上。勒格罗迪鲁瓦站位于市中心，停靠前往尼姆的区域列车。

### 航空
距离勒格罗迪鲁瓦最近的民用航空站为蒙彼利埃机场，距离勒格罗迪鲁瓦市中心的公路里程约22公里。

### 城市公共交通
截至2022年8月，勒格罗迪鲁瓦暂无城市公共交通。

## 政治

### 市政内阁

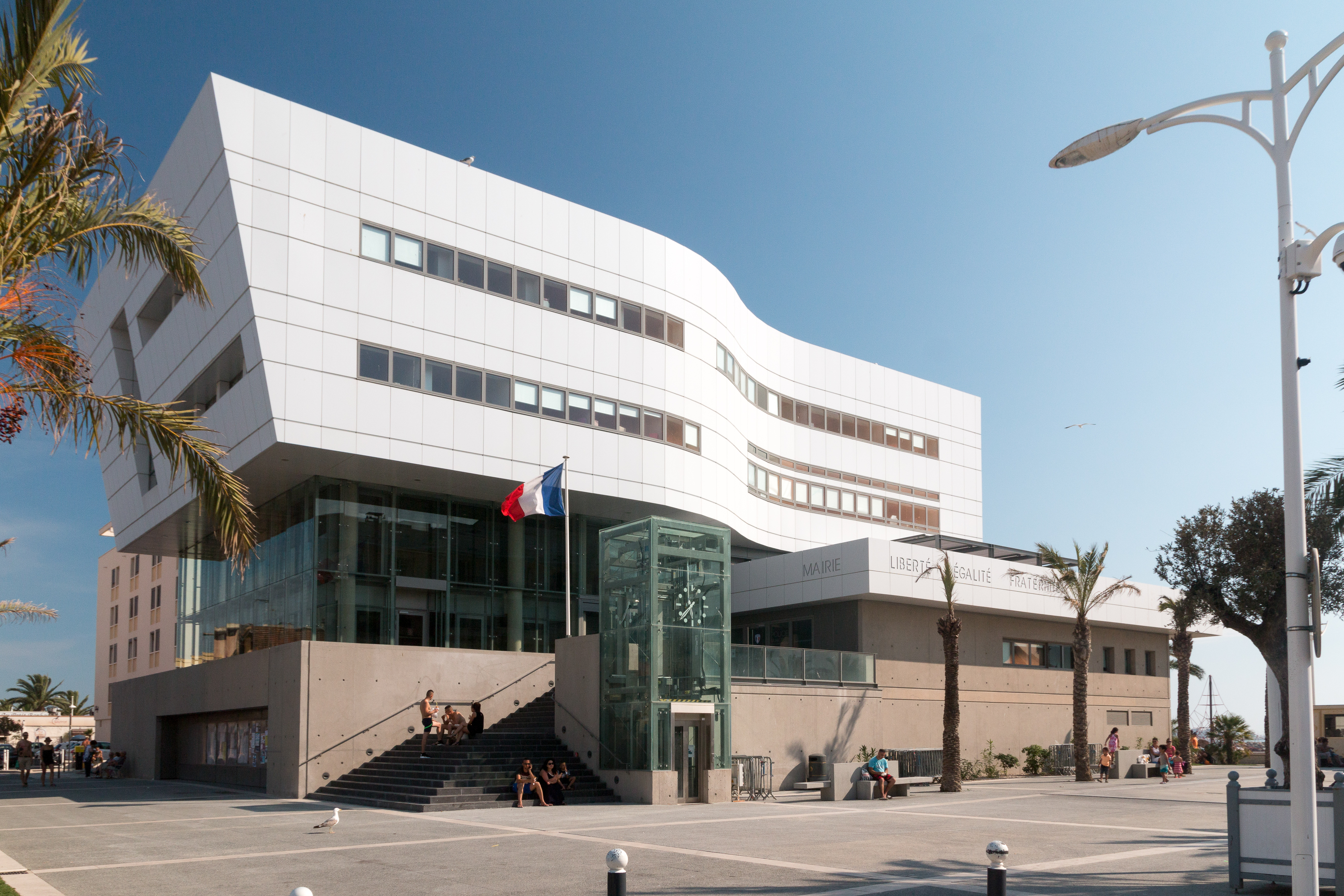
勒格罗迪鲁瓦市政厅

勒格罗迪鲁瓦的现任市长为罗贝尔·克罗斯特先生（Robert CRAUSTE），他是一名中间派，在2020年的市政选举中获得了58.2%的支持率。
| 勒格罗迪鲁瓦历届市长 | 勒格罗迪鲁瓦历届市长           | 勒格罗迪鲁瓦历届市长             |
| 任期                 | 市长                           | 党派                             |
| -------------------- | ------------------------------ | -------------------------------- |
| 1944年－1945年       | Antonin REVEST 安托南·勒韦     | 不详                             |
| 1945年－1965年       | Belsamond RAMAIN 贝尔萨蒙·拉曼 | PSU联合社会党                    |
| 1965年－1983年       | Jean Bastide 让·巴蒂斯德       | PSU联合社会党 →PS社会党          |
| 1983年－2014年       | Étienne MOURRUT 艾蒂安·穆吕    | RPR保衛共和聯盟 →UMP人民运动联盟 |
| 2014年－             | Robert CRAUSTE 罗贝尔·克罗斯特 | DVC混杂中间派                    |

### 各级选举
| 勒格罗迪鲁瓦历届投票选举结果 | 勒格罗迪鲁瓦历届投票选举结果 | 勒格罗迪鲁瓦历届投票选举结果 | 勒格罗迪鲁瓦历届投票选举结果 | 勒格罗迪鲁瓦历届投票选举结果         | 勒格罗迪鲁瓦历届投票选举结果 | 勒格罗迪鲁瓦历届投票选举结果 | 勒格罗迪鲁瓦历届投票选举结果         | 勒格罗迪鲁瓦历届投票选举结果 | 勒格罗迪鲁瓦历届投票选举结果 |
| 选举项目                     | 选举范围                     | 选区单位                     | 选区单位内的选举结果         | 选区单位内的选举结果                 | 选区单位内的选举结果         | 选区单位内的选举结果         | 选区单位内的选举结果                 | 选区单位内的选举结果         | 参考资料                     |
| 选举项目                     | 选举范围                     | 选区单位                     | 第一轮胜出者                 | 第一轮胜出者                         | 支持率                       | 第二轮胜出者                 | 第二轮胜出者                         | 支持率                       | 参考资料                     |
| ---------------------------- | ---------------------------- | ---------------------------- | ---------------------------- | ------------------------------------ | ---------------------------- | ---------------------------- | ------------------------------------ | ---------------------------- | ---------------------------- |
| 2017年法國總統選舉           | 法國                         | 市镇                         |                              | 玛丽娜·勒庞                          | 33.6%                        |                              | 玛丽娜·勒庞                          | 53.75%                       | [ 24 ]                       |
| 2017年法国立法选举           | 加尔省第二选区               | 市镇                         |                              | 吉尔贝·科拉尔                        | 30.99%                       |                              | 吉尔贝·科拉尔                        | 53.19%                       | [ 24 ]                       |
| 2019年欧洲议会选举           | 法國                         | 市镇                         |                              | 若尔当·巴尔代拉                      | 41.18%                       | （不适用）                   | （不适用）                           | （不适用）                   | [ 26 ]                       |
| 2021年法国省级选举           | 加尔省                       | 县                           |                              | 伊韦特·弗洛热尔 安东尼·勒鲁瓦        | 34.29%                       |                              | 洛朗丝·巴尔迪卡-福凯 罗贝尔·克罗斯特 | 55.79%                       | [ 27 ]                       |
| 2021年法国省级选举           | 加尔省                       | 市镇                         |                              | 洛朗丝·巴尔迪卡-福凯 罗贝尔·克罗斯特 | 44.28%                       |                              | 洛朗丝·巴尔迪卡-福凯 罗贝尔·克罗斯特 | 57.07%                       | [ 27 ]                       |
| 2021年法国大区选举           | 奧克西塔尼大區               | 市镇                         |                              | 让-保罗·加罗                         | 40.16%                       |                              | 让-保罗·加罗                         | 41.44%                       | [ 28 ]                       |
| 2022年法国总统选举           | 法國                         | 市镇                         |                              | 玛丽娜·勒庞                          | 37.09%                       |                              | 玛丽娜·勒庞                          | 60.17%                       | [ 24 ]                       |
| 2022年法国立法选举           | 加尔省第二选区               | 市镇                         |                              | 尼古拉·梅佐内                        | 37.35%                       |                              | 尼古拉·梅佐内                        | 56.78%                       | [ 24 ]                       |

## 人口
2019年，勒格罗迪鲁瓦市镇人口数量为8,419，在法国排名第1,253位。其中男性4,001人，女性4,418人，75岁及以上人口占15.7%，外籍人口数量为280人，人口密度为154人/平方公里，当地居民被称为（男性）或（女性）。2020年，勒格罗迪鲁瓦境内出生46人，死亡人口165人。
| 勒格罗迪鲁瓦1901年－2019年人口变化情况 |
|                                        |
| 数据来源：Cassini、INSEE               |

## 经济
勒格罗迪鲁瓦是一个区域性的中心城市。截止2022年8月，勒格罗迪鲁瓦市镇范围内共有各类用人单位（包含自雇）3,066家，平均历史为16年，其中99.69%为中小型企业（PME），2022年6月至8月间，当地的经济活力指数为0.46%。（大型零售）、（宿营接待）及（宿营接待）是当地2021年营业额最高的三个企业，分别为32,485,626欧元、9,954,065欧元和8,060,457欧元。

## 财政与居民收入
2020年，勒格罗迪鲁瓦的财政收入总额为26,838,500欧元，财政支出总额为22,049,600欧元，当年的债务总额为33,442,300欧元。2021年，勒格罗迪鲁瓦市镇共获得3,900,748欧元的国家财政补助，比上一年减少了0.14%。
2019年，勒格罗迪鲁瓦的人均月收入总额为1,975欧元，其中高级职员为3,366欧元，低于法国平均水平（4,230欧元）；中级职员为2,234欧元，低于法国平均水平（2,411欧元）；普通职员为1,637欧元，低于法国平均水平（1,740欧元）。
2018年，勒格罗迪鲁瓦境内的青壮年（15至64岁）失业率为23.3%，当地50.0%的家庭拥有纳税资格，平均纳税2,775欧元，低于法国平均水平（3,910欧元）。

## 社会事务

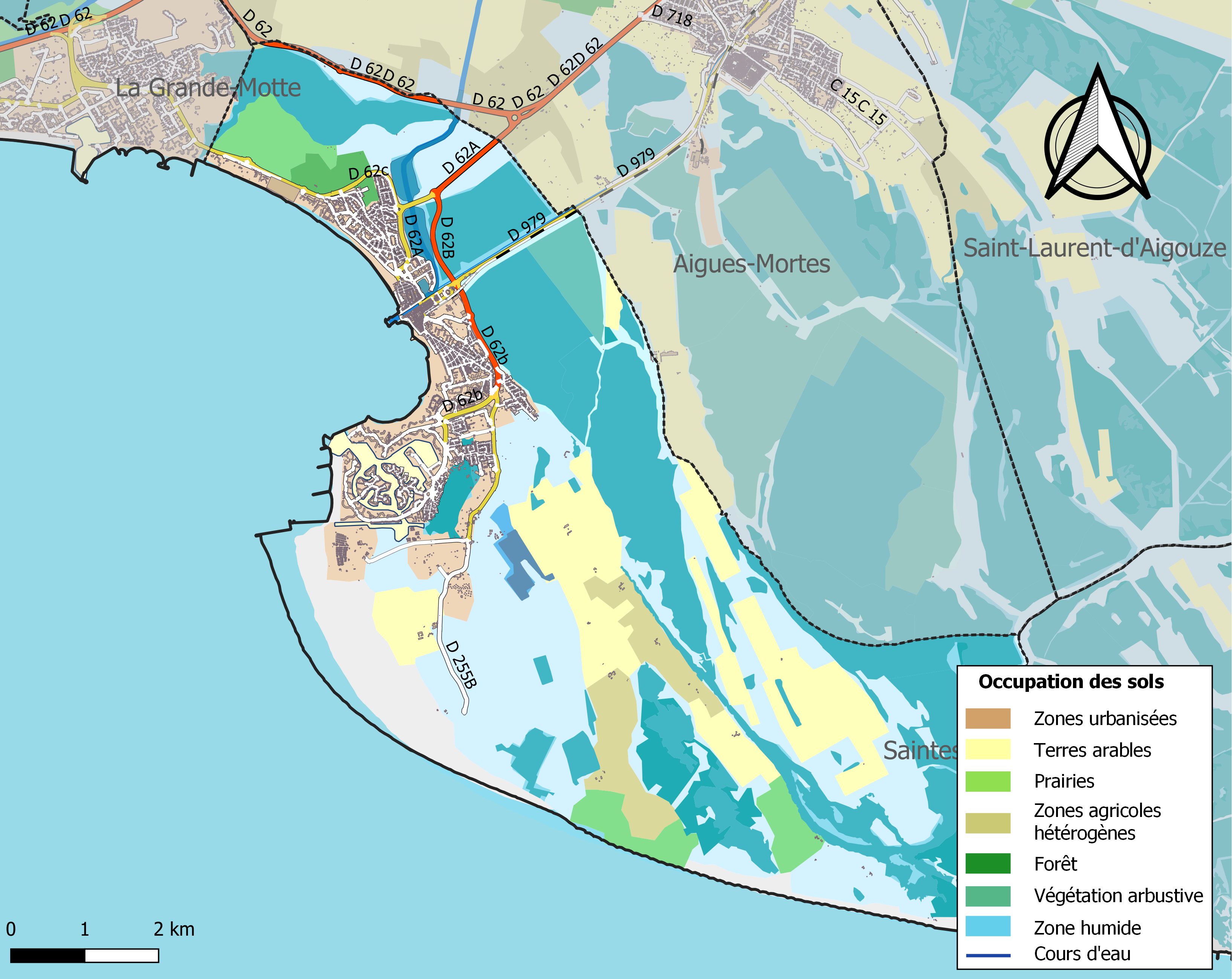
勒格罗迪鲁瓦土地利用情况地图

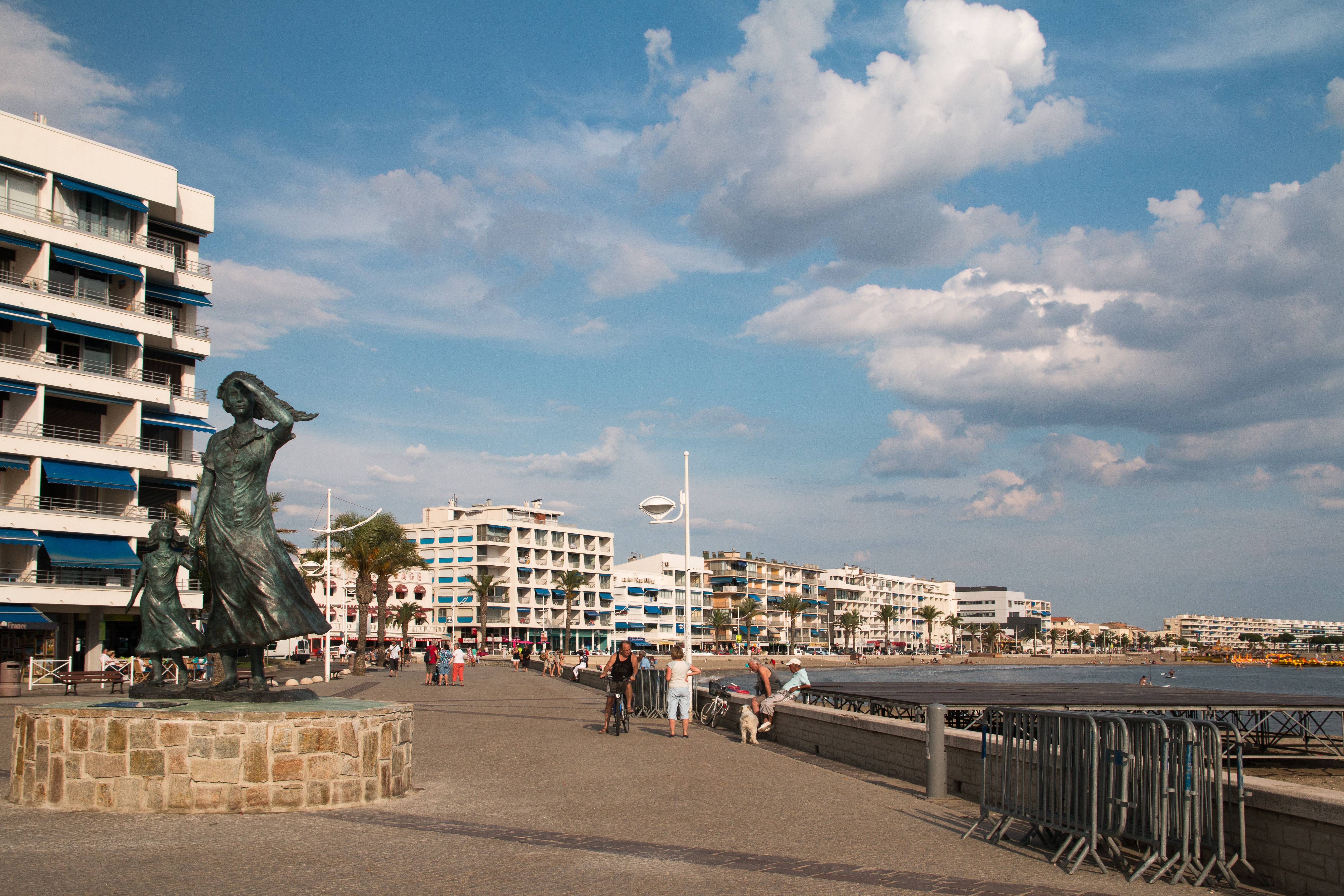
海滨走廊

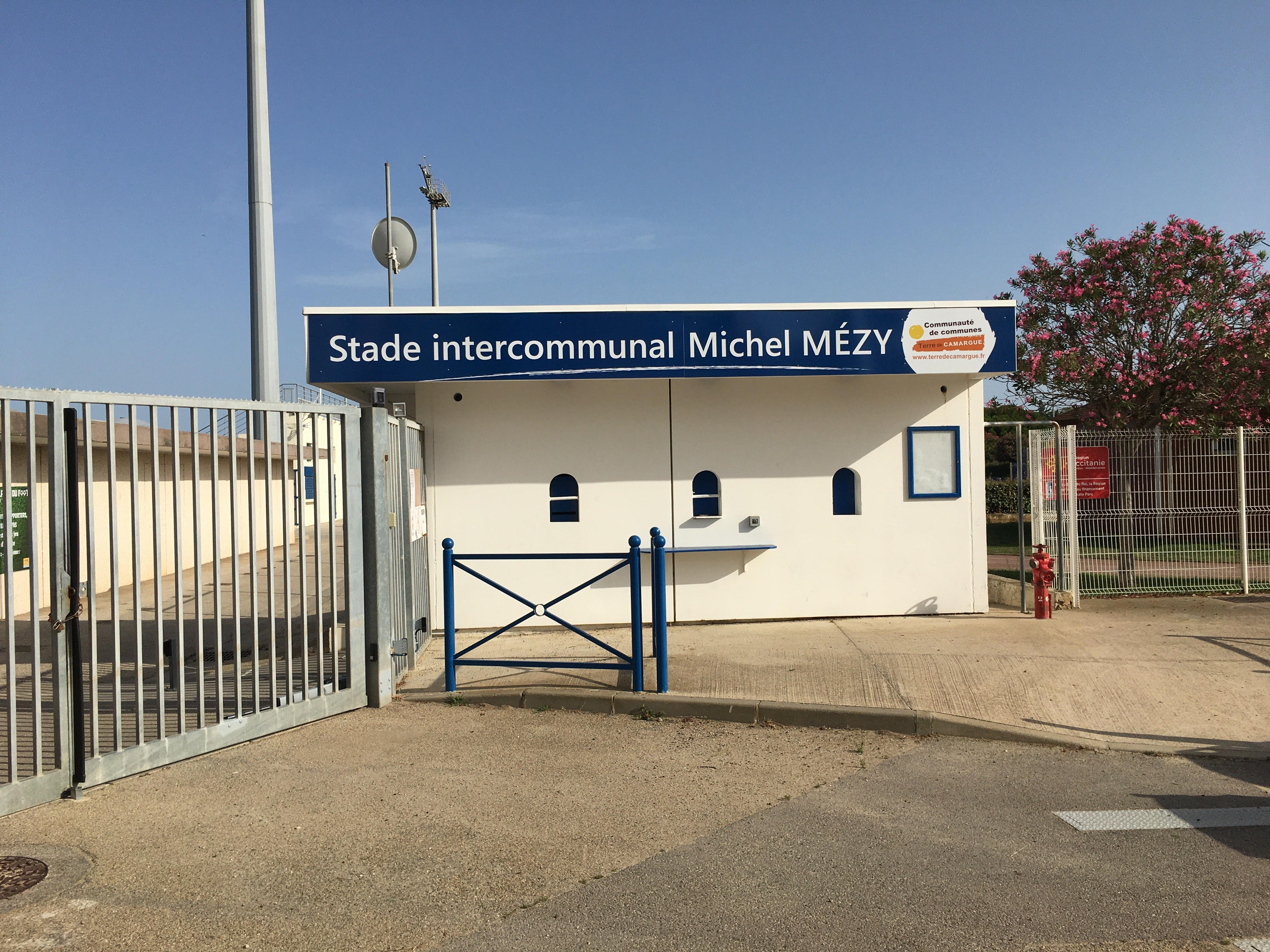
米歇尔·梅齐球场

### 教育
勒格罗迪鲁瓦属于蒙彼利埃学区。截止2020年1月1日，勒格罗迪鲁瓦境内共有2所幼儿园、1所小学和1所初级中学。2018至2019学年度，勒格罗迪鲁瓦境内共有在校中等教育阶段学生251名。

### 医疗
截止2020年1月1日，勒格罗迪鲁瓦境内共有全科医生8名、保健师22名、牙医7名、护士60名和眼科医生1名。境内共有药房4家、养老院1家、残疾人帮扶中心3家。
距离勒格罗迪鲁瓦最近的区域性医疗机构为吕内勒中心医院（Centre Hospitalier de Lunel），其主病区位于吕内勒市区，距离勒格罗迪鲁瓦市区的正常车程约23分钟，该院设有床位50个。此外勒格罗迪鲁瓦距离尼姆和蒙彼利埃的大学中心医院的正常车程均在40分钟左右。

### 住房
2018年，勒格罗迪鲁瓦境内共有各类住房24,265套，其中14.0%为独立式居民区，85.7%为集中式居民区。常住房屋占勒格罗迪鲁瓦市镇范围内居民建筑总量的18.5%。
在住房保障政策方面，2020年，勒格罗迪鲁瓦境内共有1,032户家庭获得了住房经济补助，受益人数占总人口数量的12.2%，其中999份为房租补助。

### 商业
2019年，勒格罗迪鲁瓦境内共有各类实体商铺748家，其中餐厅277家、大型超市4家、杂货店11家、面包房25家、肉铺15家、书店11家、装饰品店1家、银行门店9家、美容美发店28家、汽车维修店10家。市中心建有Super U及Lidl等购物超市。

### 体育
2020年，勒格罗迪鲁瓦境内共有1家游泳池、1间体育馆、1座综合体育场、28处网球场、3处马术场、1处足球或橄榄球场以及1处篮球或排球场。
截至2022年8月，勒格罗迪鲁瓦求胜体育俱乐部（编号503235）是当地唯一的注册足球俱乐部，该足球队成立于1935年，其主队2022至2023赛季参加奥克西塔尼大区足球联赛乙组（法国第七级别），其主场为米歇尔·梅齐球场（Stade Michel Mézy）。

### 环境
勒格罗迪鲁瓦的环境事务由其所属的卡马格土地市镇公共社区联合各级政府协调负责。2019年，勒格罗迪鲁瓦境内暂无污染企业。

### 治安
2019年，勒格罗迪鲁瓦市镇范围内有1处宪兵队。
勒格罗迪鲁瓦及其附近的共37个市镇是沃韦尔国家宪兵队（zone gendarmerie de Vauvert）的管辖范围。2020年，该宪兵队累计记录各类案件4,696起，其中盗窃类案件2,718起，经济类案件633起，毒品交易类案件148起。

## 文化
2020年，勒格罗迪鲁瓦境内共有1家剧场和1家电影院。卡马格土地市镇公共社区在勒格罗迪鲁瓦市区建有一处多媒体中心，每周二至五向公众开放。

### 建筑
勒格罗迪鲁瓦境内有多处历史建筑，其中旧艾格莫尔特河口灯塔是法国国家文物保护单位，也是当地的地标性建筑物。

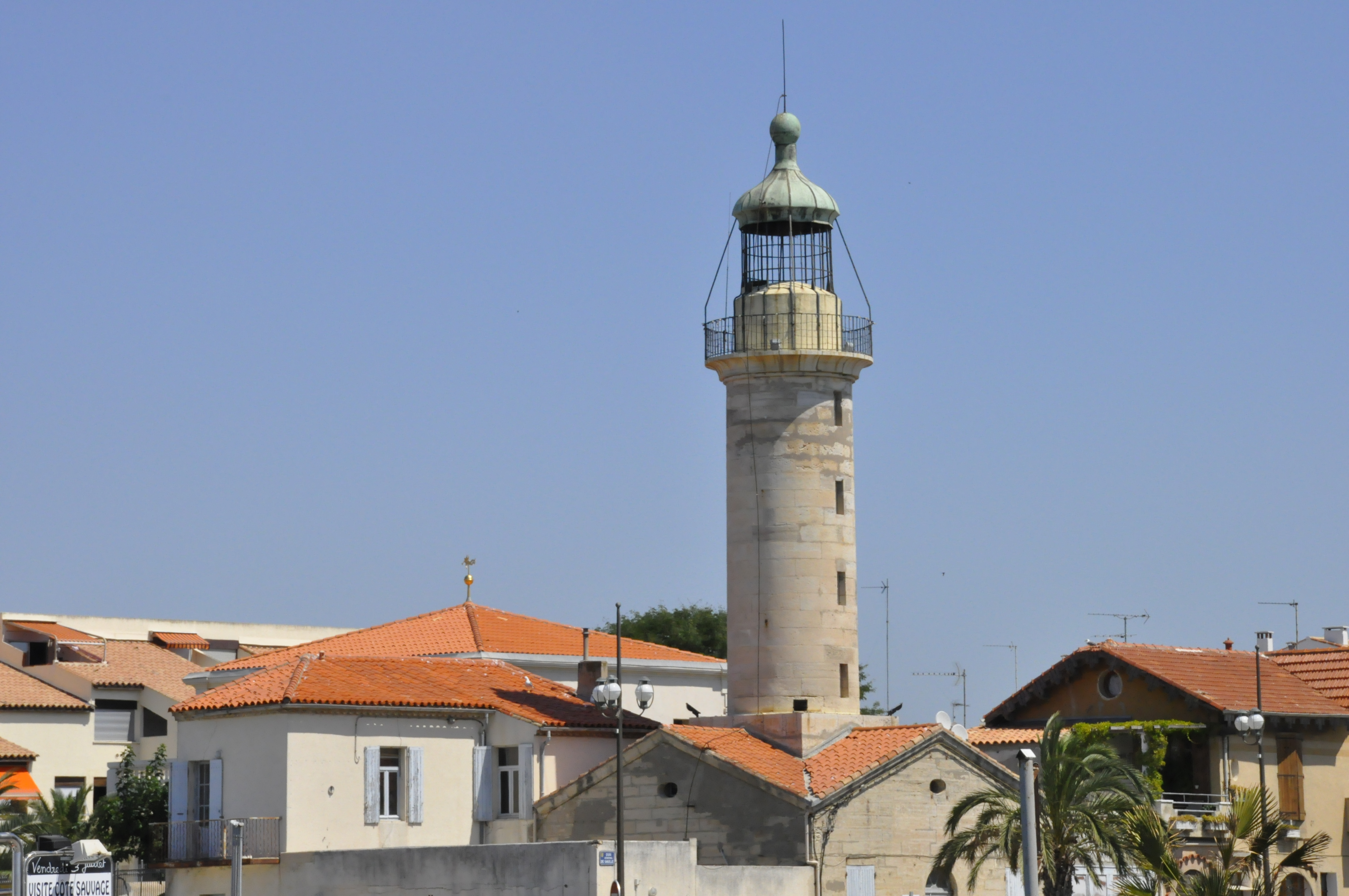
旧艾格莫尔特河口灯塔（法语：Ancien phare du Grau d'Aigues-Mortes）
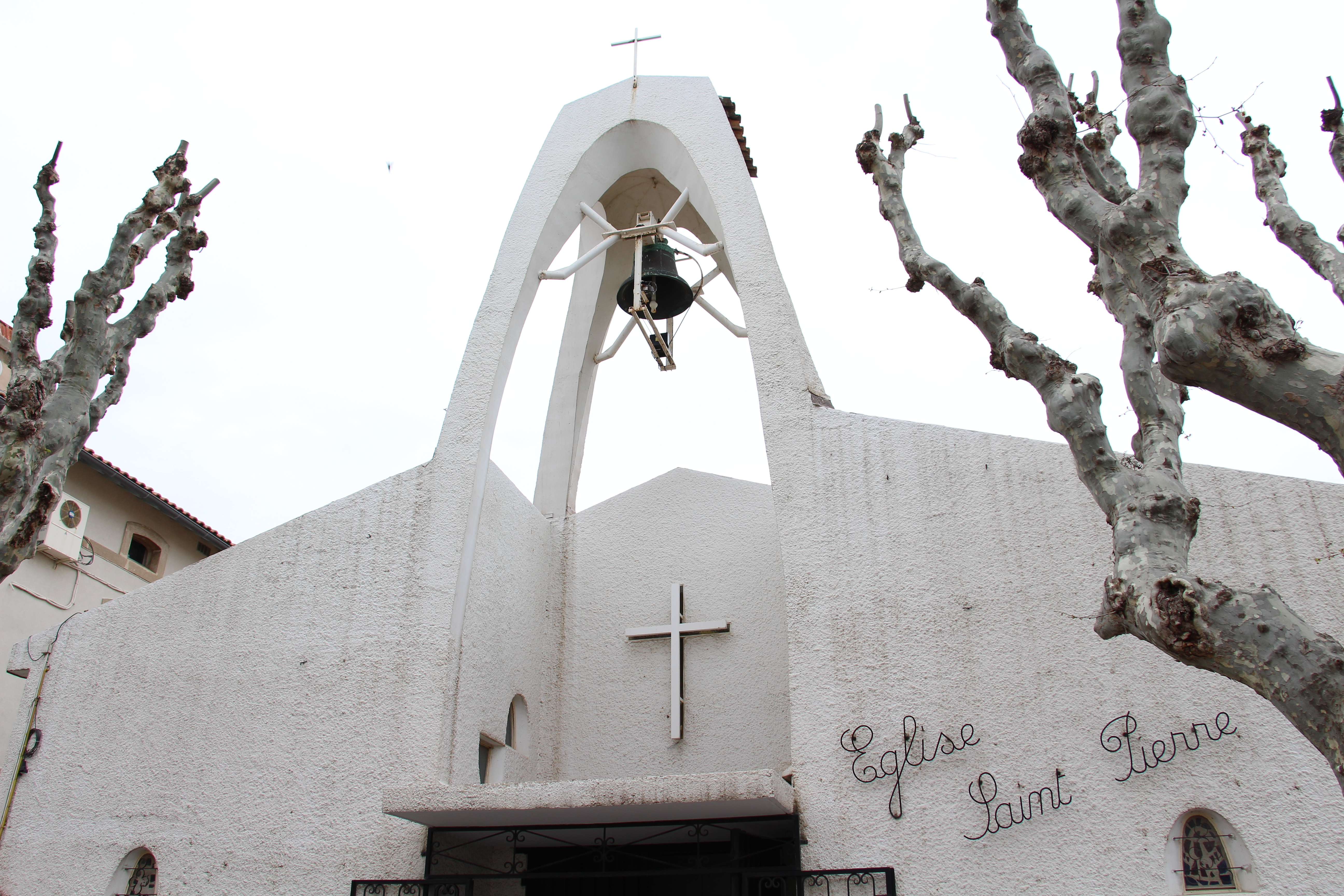
圣伯多禄教堂
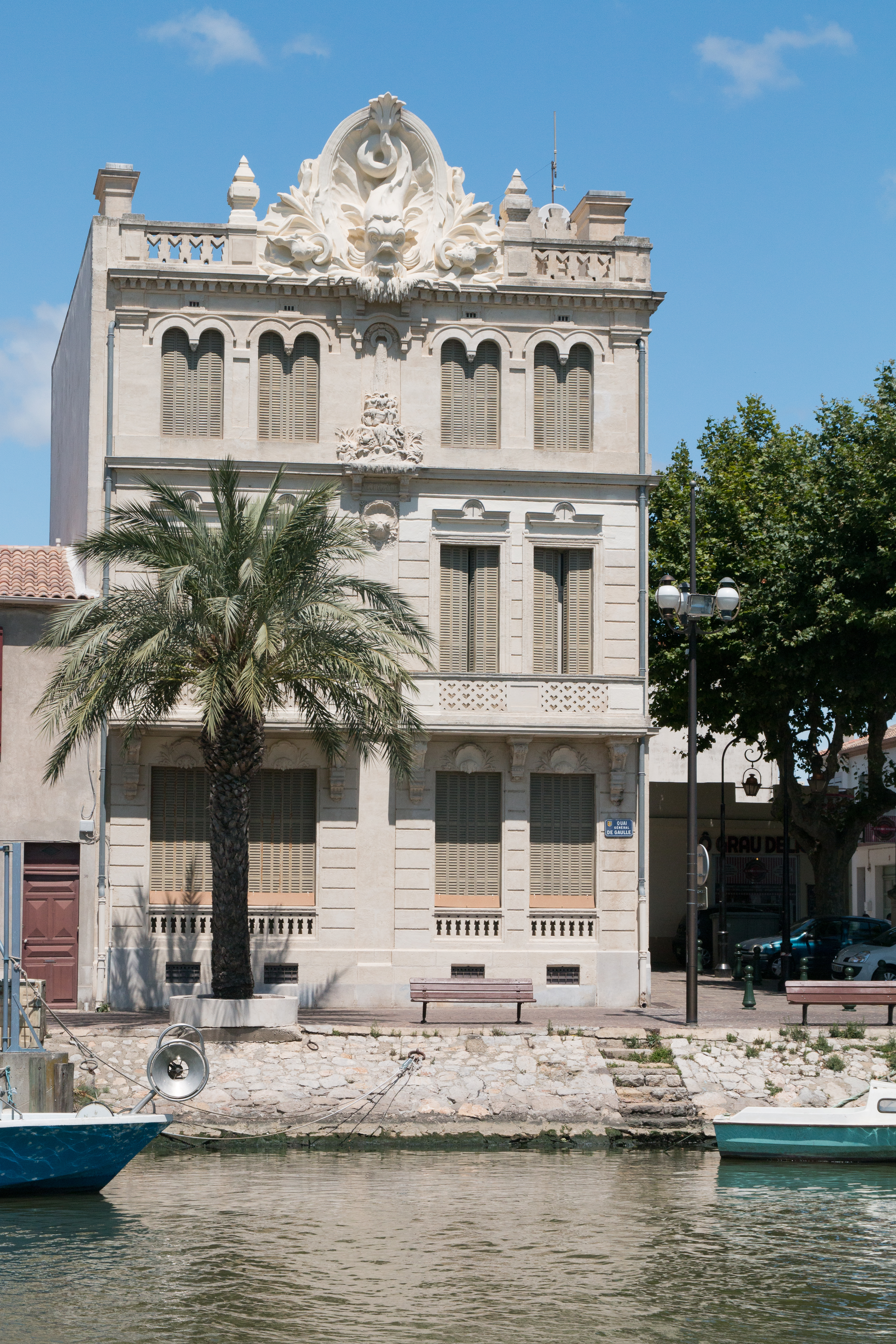
王妃大楼
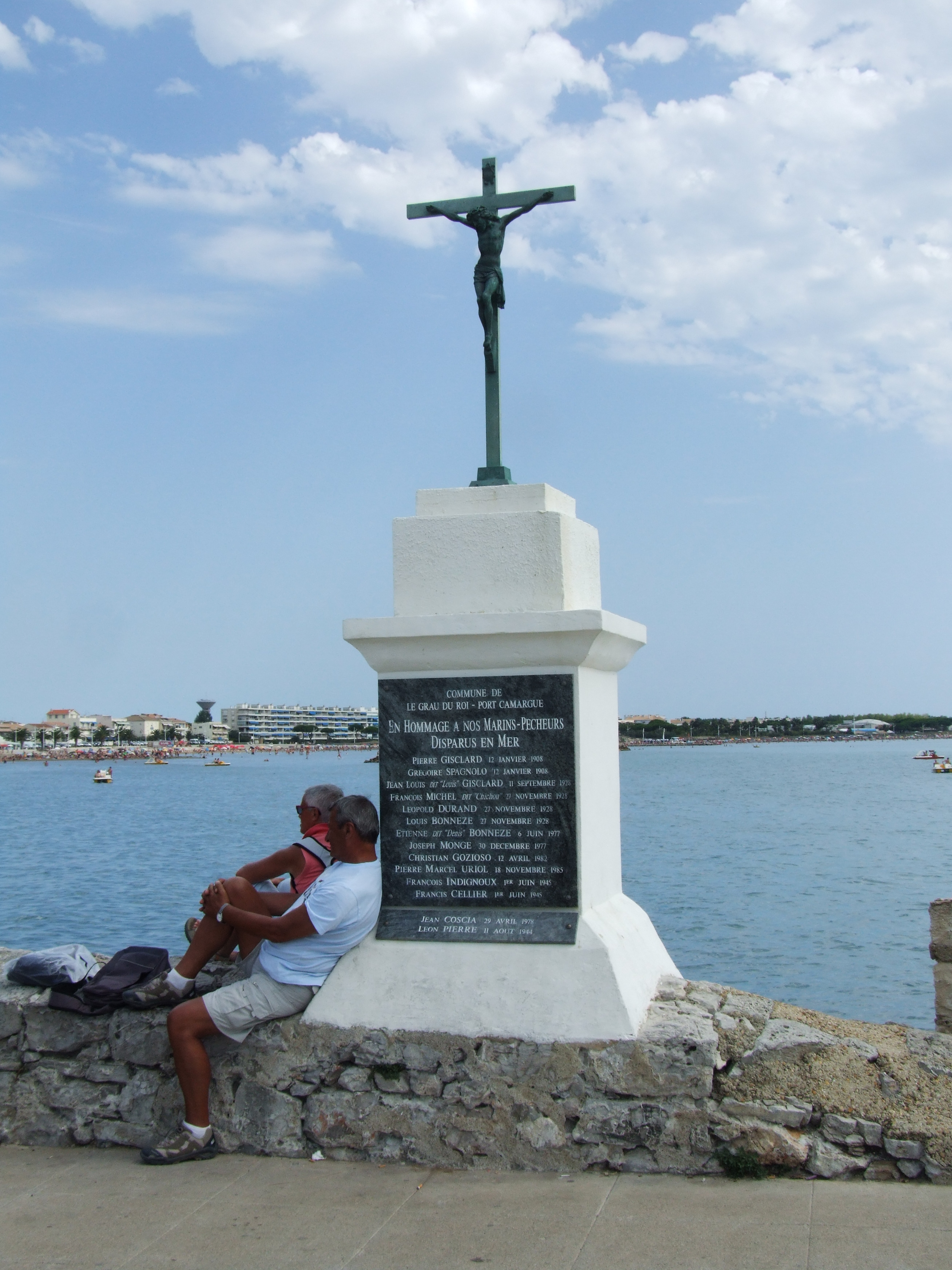
十字架
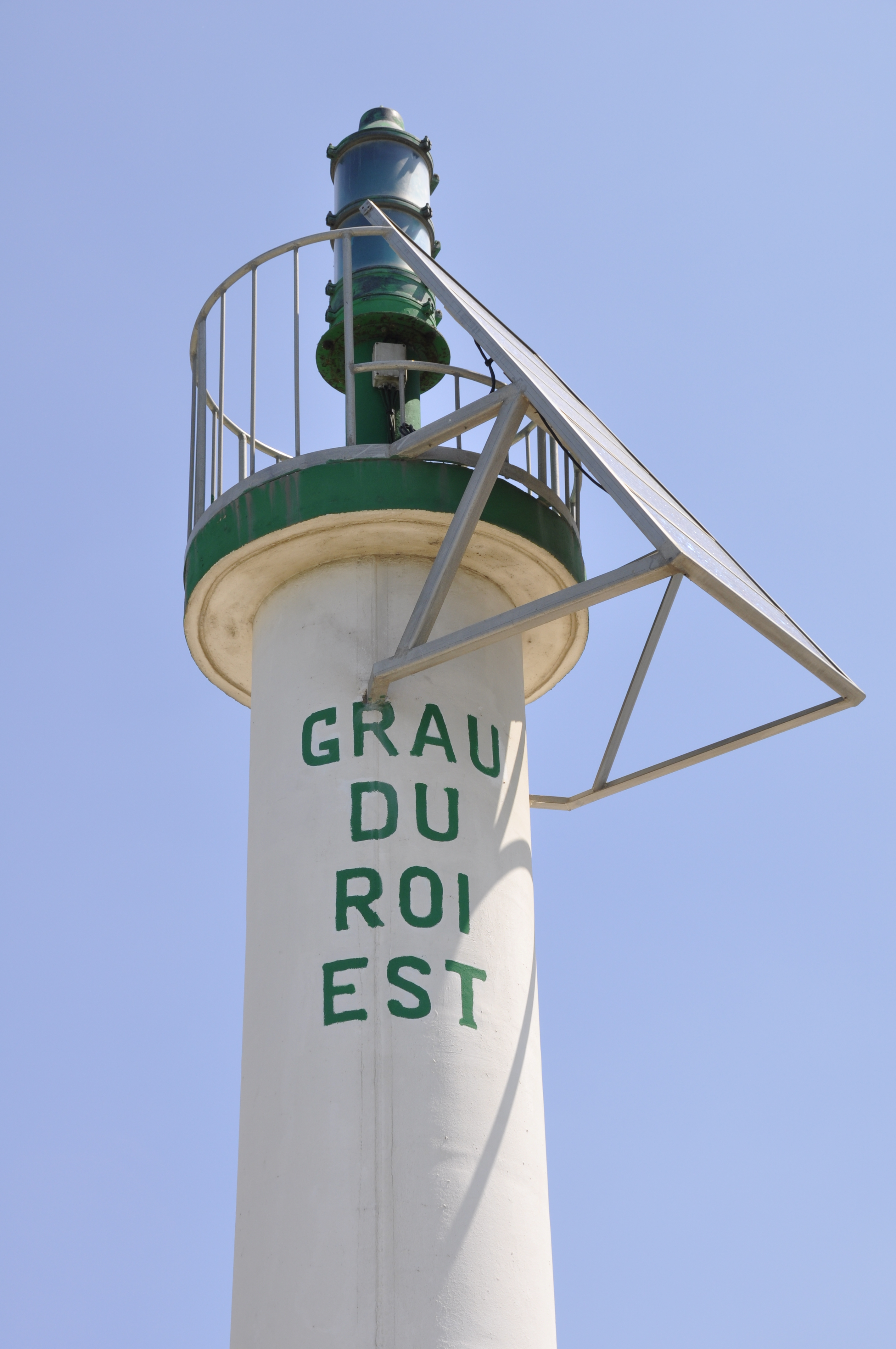
灯塔
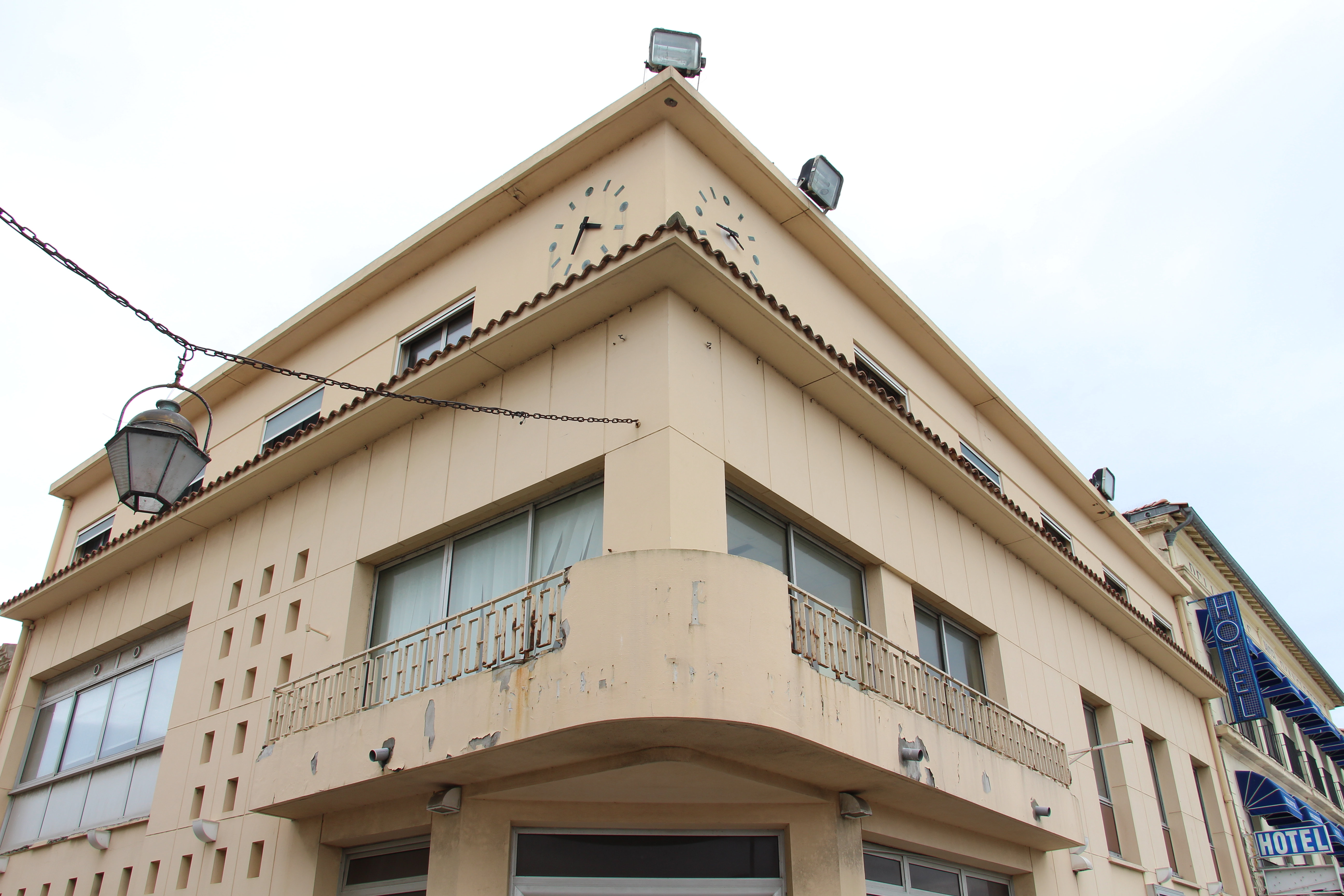
市政厅旧址
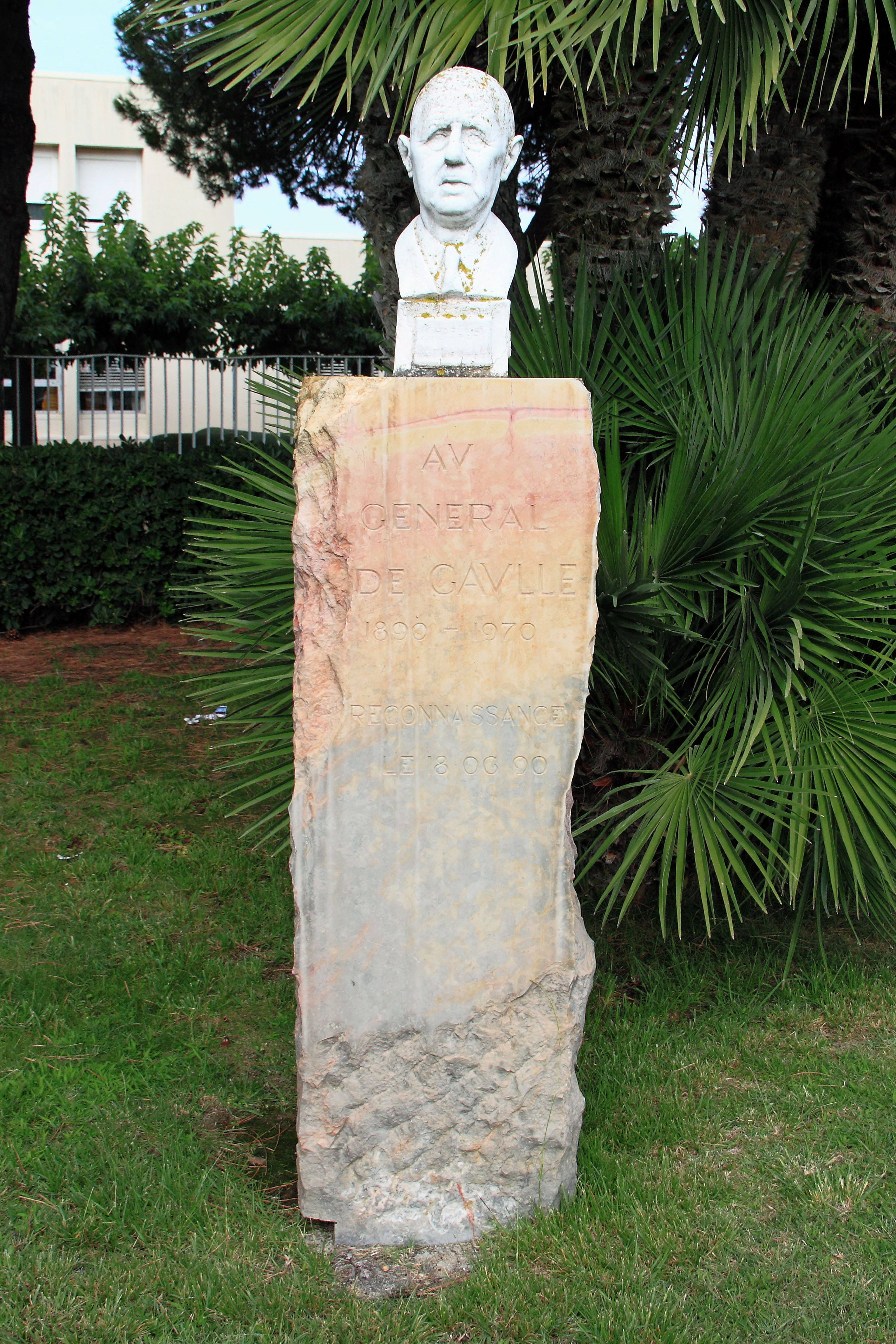
戴高乐雕像

### 旅游

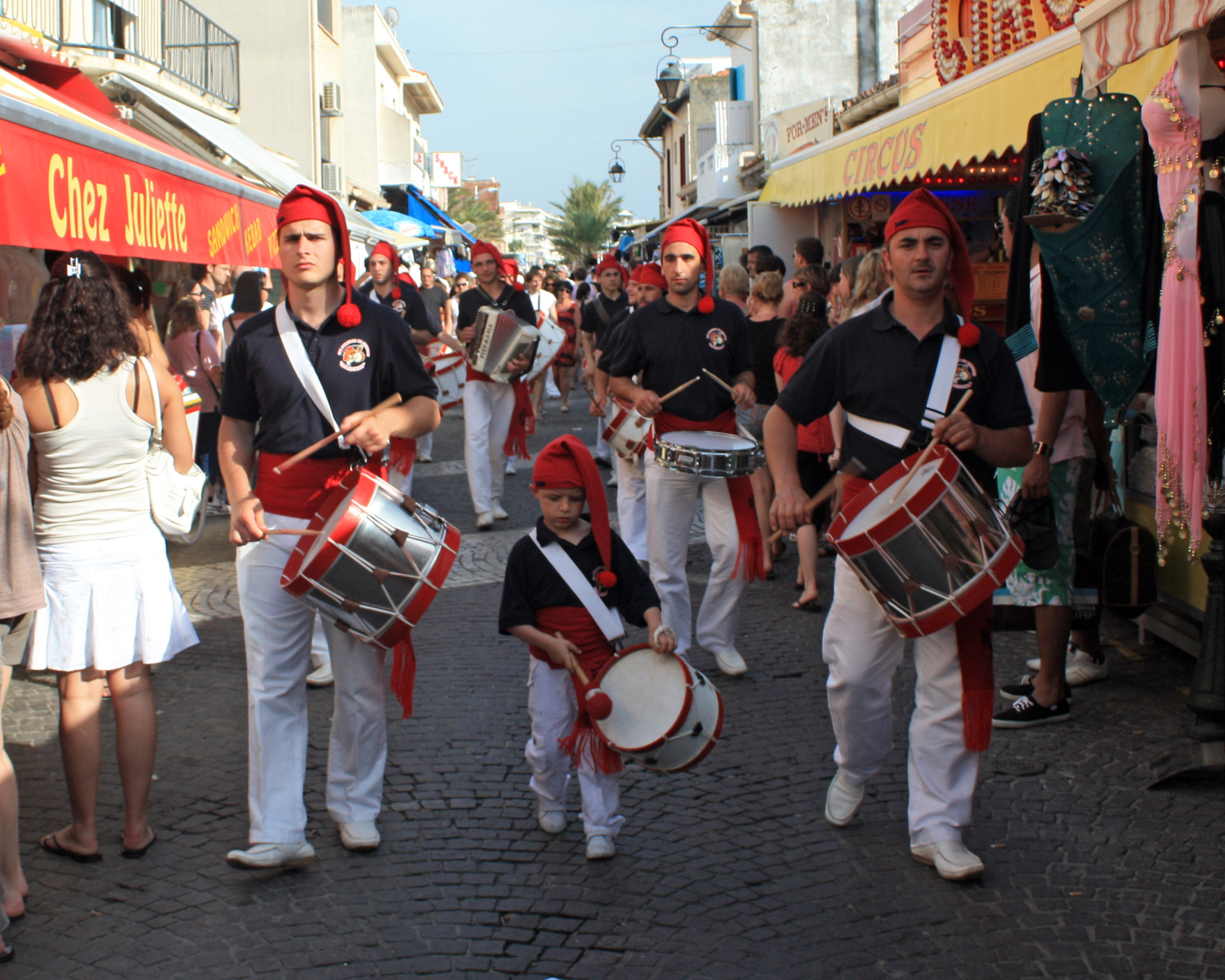
勒格罗迪鲁瓦街头的地方文化活动

勒格罗迪鲁瓦的旅游事务由其所属的卡马格土地市镇公共社区负责。2021年，勒格罗迪鲁瓦境内共有11家酒店共计334间房间；另有10个露营地，可容纳共5,544辆露营车。

### 媒体
法国主要的媒体均可在勒格罗迪鲁瓦接收，法国电视三台下属的奥克西塔尼大区频道在部分时段播出勒格罗迪鲁瓦所属区域的地方新闻。奥克西塔尼加尔地区电视台、《马赛人日报》、蓝色法兰西埃罗广播、卡马格广播等是当地主要的地方性媒体。

## 友好城市
截至2022年8月，勒格罗迪鲁瓦共与一座城市互为友好城市关系：
- 德国 多森海姆（1982年）